# Alfredo del Águila
Alfredo del Águila Estrella (Ciutat de Mèxic, 3 de gener de 1935 - Ciutat de Mèxic, 26 de juliol de 2018) fou un futbolista mexicà.

## Selecció de Mèxic
Va formar part de l'equip mexicà a la Copa del Món de 1962.